# 克雷希夫 (利維夫區)
50°2′57″N 23°48′43″E / 50.04917°N 23.81194°E
克雷希夫（烏克蘭語：Крехів），是烏克蘭西部利維夫州利維夫區若夫克瓦市鎮的村落，始建於1456年，面積18.14平方公里，海拔高度246米，人口799，人口密度每平方公里45.09人。